# Matelassage

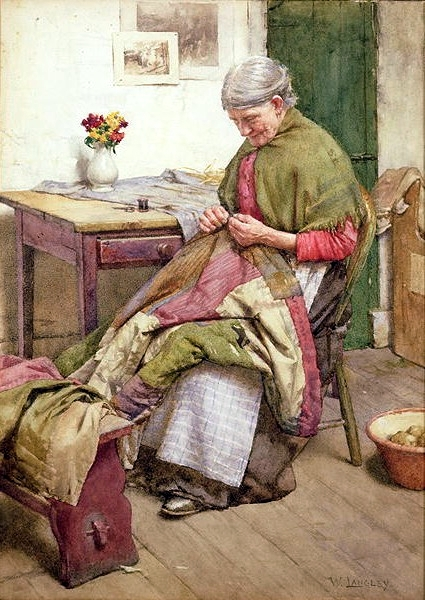
The Old Quilt (la vieille courtepointe), par Walter Langley (1852-1922).

La technique du matelassage consiste à donner du relief à un tissu orné d'un motif.
Il existe plusieurs techniques qui sont voisines et présentent des similitudes, mais dont les différences sont fondamentales. Et les résultats sont bien différents, à y regarder de près. On peut notamment citer : le matelassage à l'ancienne, le capitonnage, le boutis et le trapunto.
Les constantes de toutes ces techniques sont : deux épaisseurs de tissu et, entre les deux, du rembourrage.
Les différences permettent de classer ces techniques en deux grandes familles :
- la première consiste à assembler trois épaisseurs (tissu dessus, rembourrage, tissu dessous), et dessiner des motifs grâce à des surpiqûres. Dans cette famille on trouve le matelassage proprement dit, appelé parfois « matelassage anglais » car originaire de Grande-Bretagne, et le capitonnage ;
- la seconde consiste à dessiner au fil les contours d’un motif sur deux toiles superposées et à rembourrer certaines parties entre ces deux toiles. Là on trouve le boutis provençal, et son ancêtre, le trapunto sicilien.

On peut, bien sûr, combiner les techniques du matelassage avec d'autres techniques, patchwork et appliqué notamment.